# Leowigild (władca Wizygotów)
Leowigild – król Wizygotów w latach 569–586. W 572 odzyskał Andaluzję z rąk bizantyjczyków. Pokonał Basków (581) i Swebów (585). Zniósł zakaz małżeństw Wizygotów i ludności hiszpano-rzymskiej. W 585 zjednoczył plemiona wizygockie na Półwyspie Iberyjskim. Wprowadził kodeks prawny, najbardziej zbliżony do praw Cesarstwa Rzymskiego spośród ówczesnych państw.
Jego syn Hermenegild (święty) ożenił się z księżniczką frankijską, Ingundą – katoliczką, by później zmienić wiarę z ariańskiej na katolicką. Po tym zdarzeniu Leowigild odsunął swojego najstarszego syna od dworu i dziedzictwa, by następnie w wyniku wieloletnich walk i śmierci syna zacząć niszczyć kościoły i zwalczać katolicyzm. Jednak po jego śmierci jego syn i następca – Rekkared I przeszedł na katolicyzm i został  pierwszym katolickim władcą Wizygotów.
W 578 roku założył miasto Reccopolis w centralnej części półwyspu Iberyjskiego.